# Curtis Hibbert
Pour les articles homonymes, voir Hibbert (homonymie).
Curtis Mayfield Hibbert, né le 2 septembre 1966 en Jamaïque, est un gymnaste artistique canadien.

## Palmarès

### Championnats du monde
- Rotterdam 1987
  -  médaille d'argent à la barre fixe

- Paris 1992
  -  médaille de bronze au saut de cheval